# ماثيو بيري (ممثل)
ماثيو لانغفورد بيري (19 أغسطس 1969 – 28 أكتوبر 2023) ممثل أمريكي وكندي، وهو ابن الممثل الأمريكي جون بينت بيري. لعب دور البطولة بشخصية تشاندلر بينغ في المسلسل الكوميدي التلفزيوني أصدقاء على قناة إن بي سي من عام 1994 إلى 2004، وفاز عن هذا الدور بجائزة نقابة ممثلي الشاشة للأداء المتميز لفرقة في مسلسل كوميدي. ظهر بيري أيضًا في مسلسل آلي مكبيل (2002) وحصل على ترشيحات لجائزة الإيمي برايم تايم عن دوره في الجناح الغربي (2003) وقصة رون كلارك (2006). كما لعب دور البطولة في سلسلة استوديو 60 في منطقة الغروب، والذي عرض على قناة إن بي سي من عام 2006 إلى 2007. أصبح معروفًا أيضًا لأدواره السينمائية الرئيسية في إندفاع الحمقي (1997)، وأبطال بالكاد (1998)، وثلاثة لرقص التانغو (1999)، وتسع ياردات كاملة (2000)، وخدمة سارة (2002)، وعشرة ياردات كاملة (2004)، و17 مرة أخرى (2009).
كان بيري مؤلفًا مشاركًا، وكاتبًا مشاركًا، ومنتجًا تنفيذيًا، ونجمًا للمسلسل الهزلي مستر صن شاين الذي عُرض على قناة أيه بي سي من فبراير إلى أبريل 2011. في أغسطس 2012، لعب دور البطولة كالمذيع الرياضي رايان كينغ في كوميديا الموقف استمر على قناة إن بي سي. شارك بيري في تطوير وإحياء المسلسل الهزلي الزوجان الغريبان بدور أوسكار ماديسون والذي عرض على قناة سي بي إس من عام 2015 إلى عام 2017. كان لديه أدوار متكررة في الأعمال الدرامية القانونية مثل الزوجة الصالحة (2012–2013)، والكفاح الجيد (2017). وتقمص شخصية تيد كينيدي في المسلسل الدرامي آل كينيدي: بعد كاميلوت عام 2017 وشارك في حلقة أصدقاء: لم الشمل عام 2021 كآخر ظهور له في التلفزيون. أدى بصوته شخصية بيني في لعبة الفيديو فول أوت: فيغاس الجديدة (2010).
تعرض على مدار حياته للكثير من الحوادث، أولها عندما فقد جزء من إصبعه الأوسط من يده اليمنى وهو صغير. يُقال أن باب قُفل على إصبعه بشدة وهو في فترة الحضانة. في عام 2000، اصطدم بسيارته الـبي. إم. دبليو برواق أحد المنازل – ويمكن ملاحظة الأثر الذي تركه هذا الحادث على جبهته. كما أنه أُصيب أثناء ممارسته للعبة الراكت في وجهه – ويمكن رؤية أثر هذا الحادث على ذقنه. كان يعاني من آلام في فمه بسبب ضرس العقل، وأفرط في استخدام المسكنات مما أدى إلى إدمانه لها.
عانى بيري من الإدمان الشديد على المخدرات والكحول. ومن خلال تعافيه، أصبح مدافعًا عن إعادة التأهيل ومتحدثًا باسم الرابطة الوطنية لمحترفي محاكم المخدرات. وفي عام 2013، حصل على جائزة بطل التعافي من مكتب البيت الأبيض للسياسة الوطنية لمكافحة المخدرات. كتب مذكرات بعنوان الأصدقاء، والعشاق، والشيء الكبير الرهيب في عام 2022.
في عام 2023، توفي بيري بسبب الآثار الحادة لاستخدام الكيتامين؛ وفي العام التالي، أتُهم خمسة أشخاص فيما يتعلق بمساعدته في الحصول علي جرعات مميتة من المخدرات.

## سيرة شخصية

### نشأته وتعليمه
وُلد ماثيو لانغفورد بيري في ويليامزتاون، ماساتشوستس في 19 أغسطس 1969. يحمل بيري الجنسيتين الكندية والأمريكية. والدته سوزان ماري موريسون (لانغفورد قبل الزواج، ولدت في 1948)، صحفية كندية وسكرتيرة صحفية سابقة لرئيس الوزراء الكندي بيير ترودو. والده جون بينيت بيري (من مواليد 1941)، وهو ممثل أمريكي وعارض أزياء سابق. تطلق والداه قبل عيد ميلاده الأول وتزوجت والدته بعد ذلك الصحفي الإذاعي الكندي كيث موريسون. ترعرع ماثيو لدى والدته في أوتاوا، أونتاريو، لكنه عاش أيضًا لفترة وجيزة في تورنتو ومونتريال. والتحق بمدرسة ويست كارلتون الثانوية وكلية آشبيري. أبدى خلال نشأته اهتمامًا بالتنس وأحتل المراتب الأولى للاعبين الصغار.

### مسيرته المهنية

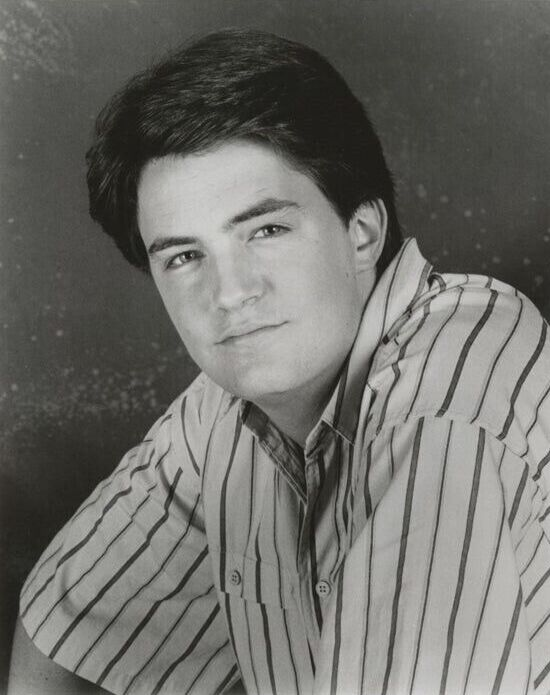
بيري في دور تشاز راسل في مسلسل الفرصة الثانية، 1987

عندما كان عمره 15 عامًا، انتقل بيري من أوتاوا إلى لوس أنجلوس لمتابعة التمثيل، وارتاد مدرسة باكلي، مدرسة إعدادية في شيرمان أوكس، وتخرج عام 1987. تابع في مجال كوميديا الارتجال في لوس أنجلوس في شيرمان أوكس خلال دراسته الثانوية. استمر من خلال لعب دور تشاز راسل في المسلسل التلفزيوني الفرصة الثانية. بعد 13 حلقة، أصبح مسلسل الفرصة الثانية «الأولاد سيبقوا أولادًا» مع تركيز الحبكات بشكل أكبر على مغامرات تشاز ورفاقه المراهقين. بعد إصدار أول موسم من المسلسل، بقي بيري في لوس أنجلوس وقام بأول ظهور له في الأفلام في فيلم من إنتاج عام 1988 باسم ليلة في حياة جيمي ريردون. في عام 1989، مثل بيري في ثلاث حلقات من مسلسل آلام النمو (غرووينغ بينز) بدور حبيب كارول سيفر ساندي، والذي مات نتيجة حادث سير بسبب قيادته ثملًا. وفي خضم العديد من أدواره على شاشة التلفاز كضيف، كان بيري أحد أفراد الطاقم التمثيلي في مسلسل كوميدي من إنتاج سي بي إس عام 1990 باسم سيدني، إذ لعب دور الأخ الأصغر لشخصية فاليري بيرتينللي. في عام 1991، ظهر ضيفًا في مسلسل بيفرلي هيلز، 90210 بدور روجر أزريان. نال بيري دوره التلفزيوني التالي في مسلسل إيه بي سي الكوميدي المنزل خالٍ الذي بُث منه 11 حلقة فقط في ربيع عام 1993، وتلا ذلك ظهوره في الحلقة التجريبية من المسلسل الكوميدي إل إيه إكس 2194، والذي تدور أحداثه في قسم مناولة الأمتعة في مطار لوس أنجلوس بعد 200 عام في المستقبل.
حاول تأمين تجربة أداء للحلقة التجريبية لـمسلسل ستة من واحد، والذي سيُعرف لاحقًا باسم أصدقاء لمارتا كوفمان وديفيد كرين اللذين عمل معهما في مسلسل احلم. مع ذلك، ونظرًا إلى التزاماته السابقة مع إل إيه إكس 2194، لم يُؤخذ بعين الاعتبار لتجربة الأداء في البداية. ولكن عندما أُتيح له المجال في النهاية لقراءة الدور؛ بعدما فشلت الحلقة التجريبية لمسلسل إل إيه إكس 2194، نال دور تشاندلر بينغ. في عمر 24 عامًا، وكان أصغر الممثلين الستة الرئيسيين.
حقق أصدقاء نجاحًا هائلًا، ونال بيري وزملاؤه المشاركون شهرة واسعة بين مشاهدي التلفزيون. حصل من خلال هذا المسلسل على ترشيح لجائزة إيمي عام 2002 كأفضل ممثل بارز في مسلسل كوميدي، إلى جانب مات لوبلانك، ولكن خسر كلاهما أمام راي رومانو. ظهر بيري في أفلام مثل إندفاع الحمقي (إلى جانب الأب جون بينيت بيري وسلمى حايك)، وأبطال بالكاد، وثلاثة لرقص التانغو، وتسع ياردات كاملة (إلى جانب بروس ويليس) وتتمته عشرة ياردات كاملة، وخدمة سارة.
كان ماثيو بيري مشهورًا في البداية بأدواره الكوميدية، إلا أنه حقق نجاحًا في مجال الدراما أيضًا، إذ أدى دور مستشار البيت الأبيض المساعد جو كوينسي في مسلسل لآرون سوركن باسم الجناج الغربي (ذا ويست وينغ). حصّل له ظهوره الثلاثي (مرتان في الموسم الرابع ومرة في الموسم الخامس) ترشيحين لجائزة إيمي لأفضل ممثل ضيف في مسلسل درامي لعامَي 2003 و2004.
بعد اختتام مسلسل أصدقاء، ظهر بيري لأول مرة في مسلسل الدراما الكوميدية الأمريكي سكربز الذي كان فيه ضيفًا بدور «موراي ماركس»، مدير لفريق حركة المرور في مطار صغير. يُطلب من موراي في هذا الدور التبرع بكليته لوالده غريغوري (الذي لعب دوره والد ماثيو بيري الحقيقي).
أدى دور البطولة في فيلم من إنتاج تي إن تي بعنوان قصة رون كلارك المعروف باسم «الانتصار» الذي عُرض لأول مرة في 13 أغسطس عام 2006. لعب بيري دور مدرّس في بلدة صغيرة اسمه رون كلارك، والذي نُقل ليصبح مدرّسًا لأكثر الصفوف صعوبةً. ترشح بيري لجائزة غولدن غلوب وأيضًا لجائزة إيمي لأدائه.
في الفترة بين عامي 2006 و2007، ظهر بيري في فيلم دراما لآرون سوركن إستوديو 60 في ذا سنسيت تريب. كانت شخصية بيري تعتمد إلى حد كبير على تجارب سوركن الشخصية وخاصةً في التلفزيون. لعب بيري دور مات ألبي إلي جانب شخصية داني تريب الذي لعب دوره برادلي ويتفورد، وهو ثنائي كاتبان ومخرجان تم جلبهما للمساعدة في إنقاذ اسكتش كوميدي فاشل.
في عام 2006، بدأ بتصوير فيلم مخدَر الذي تدور أحداثه حول رجل يعاني من اضطراب تبدد الشخصية. تأجل تاريخ عرض الفيلم عدة مرات، ولكن أُصدر أخيرًا على قرص دي في دي في 13 مايو عام 2008. ظهر أيضًا في فيلم الانحراف الجنسي في شيكاغو لديفيد ماميت في لندن. في 2008، لعب بيري دور البطولة في الفيلم المستقل طيور أمريكا. رفضت قناة شوتايم عرض حلقة تجريبية بعنوان نهاية ستيف، حلقة كوميدية سوداء من بطولة، وكتابة، وإنتاج بيري وبيتر تولان.
في عام 2009، لعب دور البطولة في فيلم 17 مرة أخرى بدور مايك أودونيل الكبير ذو ال37 عامًا الذي يتحول إلى نفسه في ال17 عامًا من عمره (زاك إيفرون) بعد حادثة. تلقى الفيلم مراجعات متباينة وحقق نجاحًا في شباك التذاكر. وجدت مراجعة علي موقع دبليو آر سي-تي في أن بيري لم يكن مناسبًا في دوره، مؤكدًا علي عدم تصديق إيفرون عندما نشأ ليشبه بيري، جسديًا وسلوكيًا — وهو شعور ردده نقاد آخرون.
في 2009، كان بيري ضيفًا في برنامج إلين دي جينيريس شو، عندما قدم لألين دي جينيريس جهاز ألعاب فيديو إكس بوكس 360 ونسخة من لعبة فول أوت 3. أدت هذه البادرة إلي قيام إستوديو الألعاب أوبسيديان إنترتنمنت باختياره في لعبة فول أوت: فيغاس الجديدة ليؤدي بصوته دور بيني.
تم شراء الحلقة التجريبية الكوميدية الجديدة لمسلسل لبيري، مستر سانشاين، مُقتبسة من فكرته الأصلية عن المسلسل، بواسطة شبكة قنوات أيه بي سي. لعب الدور الرئيسي كرجل في منتصف عمره يعاني من أزمة في هويته. ألغت أيه بي سي المسلسل بعد عرض تسع حلقات في 2011. في سنة 2012، لعب بيري بطولة مسلسل إن بي سي الكوميدي استمر، من كتابة وإنتاج الكاتب/المنتج السابق لمسلسل أصدقاء سكوت سيلفيري. جسد بيري دور ريان كينغ، معلق رياضي يحاول المضي قدمًا بعد وفاة زوجته من خلال جلسات العلاج الإلزامية. في نفس العام، كان ضيفًا في دراما سي بي سي الزوجة الجيدة في دور المحامي مايك كريستيفا. أعاد تمثيل دوره في الموسم الرابع في عام 2013.
في عام 2014، ظهر بيري لأول مرة علي التلفزيون البريطاني في البرنامج الكوميدي الفريد رامي الكلب، والذي عُرض في الأول من مايو ضمن مسلسل بلاي هاوس يقدم علي قناة سكاي آرتس. جسّد شخصية "رجل جذاب" أبهر المشاهدين برمي كلبه في الهواء. من عام 2015 إلي عام 2017، مثّل بيري دور البطولة، وشارك في الكتابة، وكان المنتج التنفيذي للمسلسل الريبوت السيت كوم الزوجان الغريبان على قناة سي بي إس. جسّد دور أوسكار ماديسون أمام توماس لينون في دور فيليكس أونغر.

## حياته الشخصية

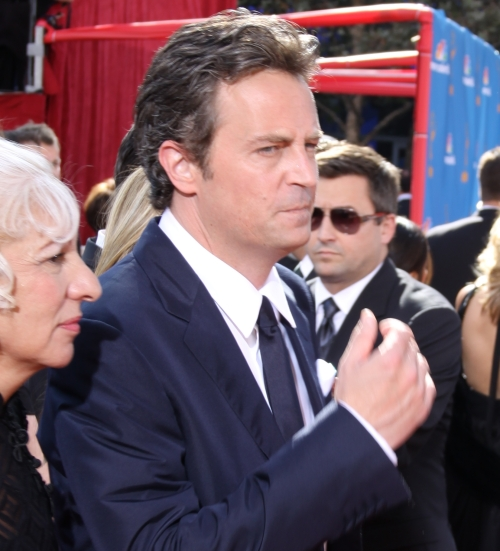
بيري في حفل توزيع جوائز الإيمي برايم تايم الثاني والستون في 2010

واعد بيري ياسمين بليث عام 1995، وجوليا روبرتس من عام 1995 إلى عام 1996، وليزي كابلان من عام 2006 إلى عام 2012. في نوفمبر 2020، تمت خطوبة بيري للمديرة الأدبية مولي هورويتز، وانتهت خطوبتهما في عام 2021. شارك بيري في برنامج مدته 28 يوم عام 1997 بسبب إدمانه على الفيكودين. تذبذب وزنه بشكل كبير على مدى السنوات القليلة المقبلة وانخفض دفعة واحدة إلى 145 رطلًا (66 كيلوغرام). فقد 20 رطلًا (9.1 كيلوغرام) في عام 2000 بسبب التهاب البنكرياس. دخل مجددًا إلى مصح إعادة التأهيل في فبراير 2001 بسبب إدمانه على الفيكودين والميثادون والأمفيتامينات والكحول مجددًا. كان يصور سيرفينغ سارة في تكساس عندما شعر بآلام شديدة في المعدة، وتوجه إلى لوس أنجلوس إلى مستشفى دانييل فريمان في مارينا ديل ريس. أكدت وكيلة بيري الإعلامية ليزا كاستلير أنه يقيم في مصح إعادة التأهيل. أفصح بيري في ما بعد أنه، وبسبب مشاكله الإدمانية، لا يتذكر ثلاث سنوات من الفترة التي قضاها بالتمثيل في فريندز، وذلك في وقت ما بين الموسمين الثالث والسادس.
في عام 2009، كان بيري ضيفًا في برنامج إلين دي جينيريس شو، حيث قدم لها جهاز إكس بوكس 360 ونسخة من فول أوت 3. أدت هذه البادرة إلى قيام استوديو الألعاب Obsidian Entertainment باختياره في فول أوت: نيو فيغاس ليؤدي صوت بيني.
تضمنت المساكن التي امتلكها بيري في وقت ما شقة في أبراج سييرا تم شراؤها من إلتون جون، ومنزلًا في هوليوود هيلز، ومنزلًا في ماليبو، وكوخًا في باسيفيك باليساديس. في عام 2017، اشترى بيري شقة تشغل الطابق العلوي من فندق The Century في لوس أنجلوس مقابل 20 مليون دولار، وباعها إلى نيك مولنار مقابل 21.6 مليون دولار في عام 2021، والذي باعها بدوره إلى ريانا في عام 2023. في يونيو 2023، قام بيري بشراء منزل حديث يعود تاريخه إلى منتصف القرن في هوليوود هيلز.

## وفاته
في 28 أكتوبر 2023، عثر أحد مساعدي بيري عليه فاقدًا للوعي في حوض الاستحمام الساخن الخاص به في منزله في باسيفيك باليساديس في لوس أنجلوس، وأعلن ضباط من قسم شرطة لوس أنجلوس وفاته لاحقًا. ذكر كابتن شرطة لوس أنجلوس سكوت ويليامز إن "سبب الوفاة قد يظل غير مؤكد لفترة طويلة، ولكن لا وجود لأي شبهه جنائية في وفاته". في 29 أكتوبر 2023، أُدرج سبب الوفاة على أنه "مؤجل" من قبل مكتب الفحص الطبي في مقاطعة لوس أنجلوس، في انتظار استكمال خطوات التحقيق الإضافية. وفي 16 ديسمبر 2023 أعلن مكتب الطب الشرعي في مقاطعة لوس أنجلوس أن وفاة ماثيو بيري نجمت عن "الآثار الحادة" لتعاطيه مادة الكيتامين المخدّرة. وأوضح أن عوامل أخرى ساهمت أيضًا في وفاته، التي وُصفت بأنها "حادث"، ومنها "الغرق" و"مرض القلب التاجي"، و"آثار البوبرينورفين"، وهو دواء يُستخدم لمعالجة إدمان المواد الأفيونية.

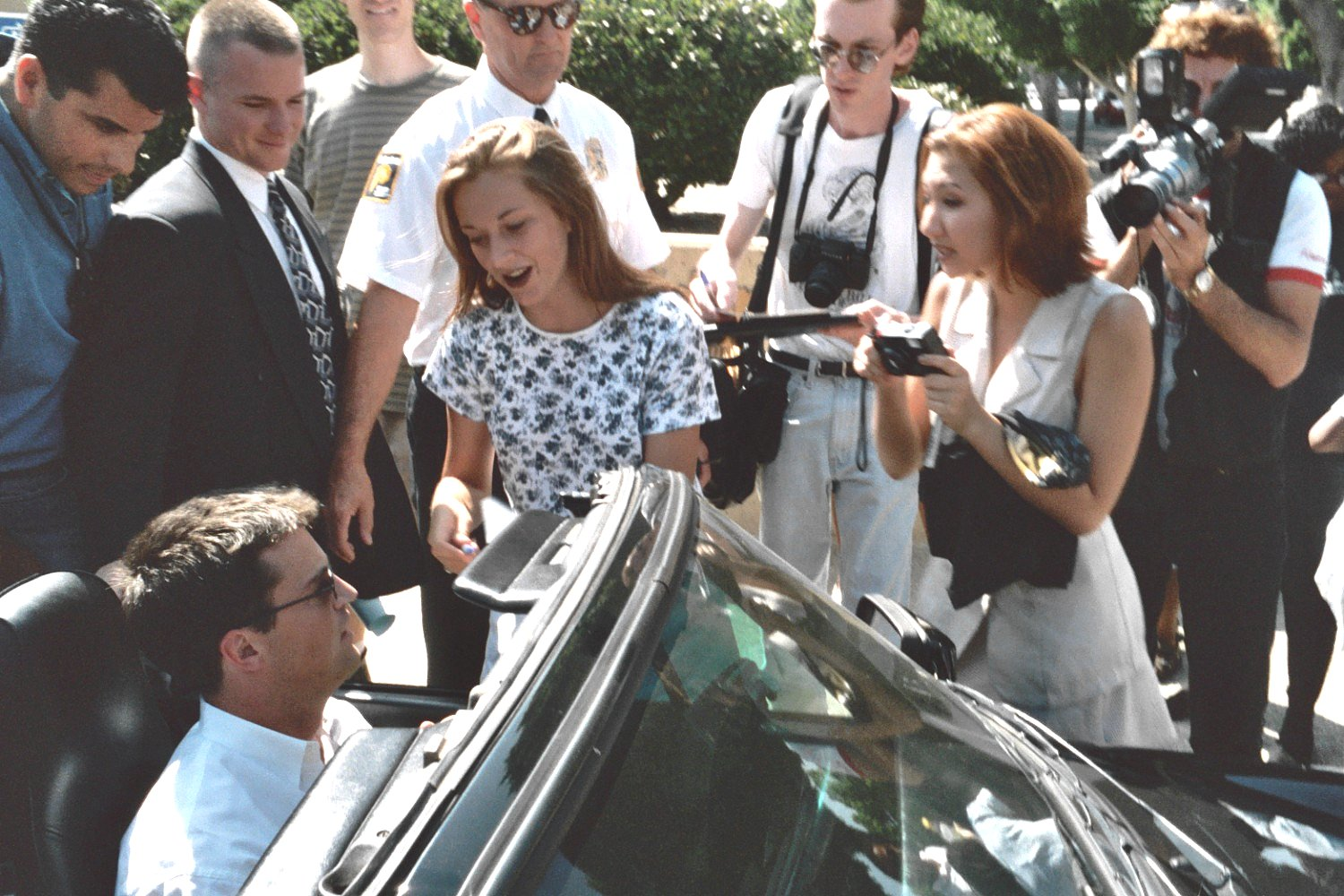
جوائز Emmy لعام 1995

أقيمت مراسم جنازته في 3 نوفمبر في حديقة فورست لون التذكارية في لوس أنجلوس. حضر جنازته الممثلون الخمسة الذين شاركوا في مسلسل فريندز، بالإضافة إلى والده وزوج والدته. وبعد أكثر من أسبوعين على وفاته قام نجوم مسلسل "فرندز" برثائه 
في 15 ديسمبر 2023، كشف تقرير الطب الشرعي أن وفاة بيري كانت ناجمة عن "التأثيرات الحادة للكيتامين". وشملت الظروف الأخرى التي ساهمت في وفاته تأثير البوبرينورفين، والغرق، ومرض الشريان التاجي. ذكر الفاحص الطبي في مقاطعة لوس أنجلوس في بيان إنه وفقًا لعينات الدم بعد التي أخذت من بيري بعد الوفاة، فإن المستويات المرتفعة من الكيتامين يمكن أن تؤدي إلى الإفراط في تحفيز القلب والأوعية الدموية والجهاز التنفسي، في حين أن الغرق قد ساهم في وفاته حيث غمر بيري في حوض السباحة حين فقد وعيه؛ وأدى مرض الشريان التاجي إلى تفاقم تأثيرات الكيتامين على عضلة القلب. كان بيري يتلقى جلسات العلاج النفسي بمساعدة الكيتامين لعلاج القلق وقت وفاته، وكانت آخر جلسة معروفة له في الأسبوع السابق لوفاته. ومع ذلك، ذكر التقرير أن الكيتامين الموجود في مده عند الوفاة لا يمكن أن يعزى إلى هذا العلاج المحدد لأن نصف عمر الكيتامين هو 3 إلى 4 ساعات أو أقل. وفي 21 مايو 2024 أعادت شرطة مدينة لوس أنجلوس فتح التحقيق بوفاة ماثيو بيري لمعرفة كيفية حصوله على عقار الكيتامين، حيث أعلنت الشرطة في بيان أنها تتعاون مع عدد من الإدارات في التحقيق.

## الجوائز والترشيحات
| الجائزة                     | السنة | الفئة                                                   | العمل المُرشَّح              | النتيجة | مصدر.   |
| --------------------------- | ----- | ------------------------------------------------------- | ------------------------- | ------- | ------- |
| جوائز الغولدن غلوب          | 2007  | أفضل ممثل – مسلسل قصير أو فيلم تلفزيوني                 | ذا رون كلارك ستوري        | رُشِّح     | [ 83 ]  |
| جائزة الإيمي برايم تايم     | 2002  | ممثل بارز/متميز في مسلسل كوميدي ‏                        | فريندز                    | رُشِّح     | [ 84 ]  |
| جائزة الإيمي برايم تايم     | 2003  | الممثل الضيف المتميز في مسلسل درامي ‏                    | الجناح الغربي             | رُشِّح     | [ 85 ]  |
| جائزة الإيمي برايم تايم     | 2004  | الممثل الضيف المتميز في مسلسل درامي ‏                    | الجناح الغربي             | رُشِّح     | [ 86 ]  |
| جائزة الإيمي برايم تايم     | 2007  | ممثل رئيسي بارز في مسلسل قصير أو فيلم ‏                  | ذا رون كلارك ستوري        | رُشِّح     | [ 87 ]  |
| جائزة الإيمي برايم تايم     | 2021  | عرض خاص منوع متميز (مسجل مسبقًا) ‏                        | فريندز: لم الشمل          | رُشِّح     | [ 88 ]  |
| جائزة نقابة ممثلي الشاشة    | 1996  | أداء متميز لمجموعة في مسلسل كوميدي                      | فريندز                    | فوز     | [ 89 ]  |
| جائزة نقابة ممثلي الشاشة    | 1999  | أداء متميز لمجموعة في مسلسل كوميدي                      | فريندز                    | رُشِّح     | [ 90 ]  |
| جائزة نقابة ممثلي الشاشة    | 2000  | أداء متميز لمجموعة في مسلسل كوميدي                      | فريندز                    | رُشِّح     | [ 91 ]  |
| جائزة نقابة ممثلي الشاشة    | 2001  | أداء متميز لمجموعة في مسلسل كوميدي                      | فريندز                    | رُشِّح     | [ 92 ]  |
| جائزة نقابة ممثلي الشاشة    | 2002  | أداء متميز لمجموعة في مسلسل كوميدي                      | فريندز                    | رُشِّح     | [ 93 ]  |
| جائزة نقابة ممثلي الشاشة    | 2003  | أداء متميز لمجموعة في مسلسل كوميدي                      | فريندز                    | رُشِّح     | [ 94 ]  |
| جائزة نقابة ممثلي الشاشة    | 2004  | أداء متميز لمجموعة في مسلسل كوميدي                      | فريندز                    | رُشِّح     | [ 95 ]  |
| جائزة نقابة ممثلي الشاشة    | 2007  | الأداء المتميز لممثل ذكر في فيلم تلفزيوني أو مسلسل قصير | ذا رون كلارك ستوري        | رُشِّح     | [ 96 ]  |
| جوائز الكوميديا الأمريكية ‏  | 1996  | أطرف ممثل مساعد في مسلسل تلفزيوني                       | فريندز                    | رُشِّح     |         |
| جوائز الكوميديا الأمريكية ‏  | 1998  | أطرف ممثل مساعد في مسلسل تلفزيوني                       | فريندز                    | رُشِّح     |         |
| جوائز هوادينغ ‏              | 2013  | أفضل ممثل عالمي في مسلسل تلفزيوني                       | Go On ‏                    | فوز     | [ 97 ]  |
| جائزة اختيار أطفال نكلوديون | 2002  | الممثل التلفزيوني المفضل ‏                               | فريندز                    | رُشِّح     |         |
| جوائز خيار الشعب            | 2016  | الممثل التلفزيوني الكوميدي المفضل                       | —                         | رُشِّح     | [ 98 ]  |
| جوائز خيار الشعب            | 2017  | الممثل التلفزيوني الكوميدي المفضل                       | —                         | رُشِّح     | [ 99 ]  |
| جائزة ساتالايت              | 2006  | أفضل ممثل في المسلسل، درامي                             | ستوديو 60 في منطقة الغروب | رُشِّح     | [ 100 ] |
| جائزة اختيار المراهقين      | 2004 ‏ | اختيار ممثل تلفزيوني – كوميدي ‏                          | فريندز                    | رُشِّح     |         |
| جائزة تي في قايد            | 2000  | خيار المحرر                                             | فريندز                    | فوز     |         |
| جوائز تي في لاند ‏           | 2006  | أروع حفل زفاف                                           | فريندز                    | رُشِّح     |         |

1. ↑  ترشيح لجائزة برايم تايم إيمي أوورد عن حلقة فريندز: "الحلقة التي يستحم فيها تشاندلر".
2. ↑  تمت مشاركة ترشيح جائزة برايم تايم أوورد مع بن وينستون، كيفن برايت، مارتا كوفمان، ديفيد كرين، جينيفر أنيستون، كورتني كوكس، ليزا كودرو، مات ليبلانك، ديفيد شويمر، إيما كونواي، جيمس لونجمان، ستايسي توماس، بريت بلاكيني، ديفيد بينداك، كارلي سيجال. , جاي هاردينج، بول موناغان، جيمس كوردن، تراسي فيس، مايك دارنيل، بروك كارزن
3. ↑  جائزة نقابة ممثلي الشاشة لعام 1996 تقاسمها كل من جينيفر أنيستون، كورتني كوكس، ليزا كودرو، مات ليبلانك، ديفيد شويمر
4. ↑  ترشيح لجائزة نقابة ممثلي الشاشة لعام 1999 تم تقاسمه مع جنيفر أنيستون، كورتني كوكس، ليزا كودرو، مات ليبلانك، ديفيد شويمر
5. ↑  تم تقاسم ترشيح جائزة نقابة ممثلي الشاشة لعام 2000 مع جينيفر أنيستون، وكورتني كوكس، وليزا كودرو، ومات ليبلانك، وديفيد شويمر.
6. ↑  تم ترشيح جائزة نقابة ممثلي الشاشة لعام 2001 مع جنيفر أنيستون، كورتني كوكس، ليزا كودرو، مات ليبلانك، ديفيد شويمر
7. ↑  تم ترشيح جائزة نقابة ممثلي الشاشة لعام 2002 مع جنيفر أنيستون، كورتني كوكس، ليزا كودرو، مات ليبلانك، ديفيد شويمر
8. ↑  تم ترشيح جائزة نقابة ممثلي الشاشة لعام 2003 مع جنيفر أنيستون، كورتني كوكس، ليزا كودرو، مات ليبلانك، ديفيد شويمر
9. ↑  تم ترشيح جائزة نقابة ممثلي الشاشة لعام 2004 مع جنيفر أنيستون، كورتني كوكس، ليزا كودرو، مات ليبلانك، ديفيد شويمر
10. ↑  الفوز بجائزة دليل التلفزيون لعام 2000 مشترك مع جنيفر أنيستون، كورتني كوكس، ليزا كودرو، مات ليبلانك، ديفيد شويمر، جين سيبيت، جون كريستوفر ألين
11. ↑  الفوز بجائزة تي في لاند لعام 2006 مشترك مع كورتني كوكس

## وصلات خارجية
- ماثيو بيري على موقع IMDb (الإنجليزية)
- ماثيو بيري على موقع ميتاكريتيك (الإنجليزية)
- ماثيو بيري على موقع الموسوعة البريطانية (الإنجليزية)
- ماثيو بيري على موقع روتن توميتوز (الإنجليزية)
- ماثيو بيري على موقع ألو سيني (الفرنسية)
- ماثيو بيري على موقع تيرنر كلاسيك موفيز (الإنجليزية)
- ماثيو بيري على موقع أول موفي (الإنجليزية)
- ماثيو بيري على موقع بوكس أوفيس موجو (الإنجليزية)
- ماثيو بيري على موقع قاعدة بيانات الأفلام السويدية (السويدية)
- ماثيو بيري على موقع إن إن دي بي (الإنجليزية)